# 森重樹一
森重樹一（もりしげ じゅいち、1963年8月28日 - ）は、日本のロックバンド、ZIGGYのボーカリスト。東京都国立市出身。早稲田大学第一文学部哲学科卒。既婚。2児の父。

## 来歴
高校在学中から、東京都福生市にある『UZU』、東京都国分寺市にある『モルガーナ』などのライブハウスで、音楽活動を活発に行う。
1984年、ZIGGYを結成。
1987年、ZIGGYのボーカリストとしてアルバム『ZIGGY 〜IN WITH THE TIMES〜』でメジャー・デビュー。
1995年、シングル『夢一夜』でソロデビュー。
2001年、アメリカドリームワークス制作のアニメーション『エルドラド』の日本公開版主題歌に、2003年には同社制作の映画『スピリット』の日本公開版主題歌にそれぞれ使用される。
2003年、戸城憲夫率いるロックバンド、The DUST'N'BONEZにボーカリストとして参加。
2005年、松尾宗仁とのブルースユニット、THE PRODIGAL SONSとしての活動開始。のちに5人編成のバンドスタイルとなる。
2006年、SIONとのコラボレーションも実現し10.000枚限定CD『場所』とDVD『場所-Studio Live & Documentary-』をリリース。
2007年、LUNA SEAのトリビュート・アルバム『LUNA SEA MEMORIAL COVER ALBUM -Re:birth-』に、「I for You」で参加。
2008年、ZIGGYを無期限活動休止とする。
2010年、ZIGGYとして、期間限定のツアーを行う。
2011年、THE PRODIGAL SONS及びThe DUST'N' BONEZを脱退し、ソロ活動に専念することを発表。
2017年、ZIGGYがメジャー・デビュー30周年を迎え再始動。全国ツアーや10年振りとなる新音源をリリース。
2024年12月13日、所属事務所「ROCKGUILD」が、同月31日付で森重とのマネジメント契約を終了することを発表。20日には、31日に開催を予定していた公演の中止が発表された。23日、森重のブログが家族の希望により停止されたことが報告された。
2025年2月28日ブログを再開 現在フリーにて精力的に活動を再開。

## 人物
音楽性やファッション性はハノイ・ロックスのマイケル・モンローやエアロスミスのスティーヴン・タイラーの影響を受けている。また幼い頃から好きだった沢田研二や西城秀樹からの影響を受けていることも明かしている。
「GLORIA」、「I'M GETTIN' BLUE」、「STAY GOLD」、「Jealousy 〜ジェラシー〜」等のZIGGYのヒット曲は殆ど彼の手によるものである。
シンガーソングライターの中島卓偉を「自慢の後輩」と公言し、ライブでの共演やレコーディングにも参加している。
『ザ!世界仰天ニュース』（日本テレビ）にてアルコール依存症であることを告白。2009年に診断を受け断酒を継続している。
サイクリングが趣味で、自宅からライブ会場まで自転車で移動することもある。
歯並びが非常に良く、高校時代の歯科検診で歯科医に「君は歯並び良いから、歌手になったらいいよ」と称された事がある。

## ディスコグラフィ

### シングル
|   | 発売日         | タイトル       | c/w                                               | 規格   | 品番       | レーベル    |
| - | -------------- | -------------- | ------------------------------------------------- | ------ | ---------- | ----------- |
| 1 | 1995年6月1日   | 夢一夜         | Lazy Flower                                       | 8cm CD | CODA-670   | COLUMBIA    |
| 2 | 1996年7月17日  | Time will tell | Freezin' Cold                                     | 8cm CD | CODA-953   | COLUMBIA    |
| 3 | 1997年10月21日 | SAD…           | ガタガタ言わずに                                  | 8cm CD | CODA-1365  | COLUMBIA    |
| 4 | 1998年2月28日  | BLOWIN' FREE   | STRENGTH                                          | 8cm CD | CODA-1483  | COLUMBIA    |
| 5 | 1999年1月21日  | 夜は朝が思う程 | そこに道があるから                                | 8cm CD | CODA-50029 | TRIAD       |
| 6 | 2004年6月9日   | Rusty Voice    | FAIRLY Lookin' for my paradise                    | Maxi   | MECR-1042  | meldac      |
| 7 | 2012年11月7日  | SADISTIC SMILE | 真っ白な雪灯り 散りばめられた星とかけた月のピアス | Maxi   | DDCZ-1842  | KILLER TUNE |

### アルバム
|              | 発売日         | タイトル                          | 規格 | 品番       | レーベル     |
| ------------ | -------------- | --------------------------------- | ---- | ---------- | ------------ |
| 1            | 1996年8月1日   | LOVE SOMEBODY                     | CD   | COCA-13589 | COLUMBIA     |
| 2            | 1997年11月21日 | Heart of Gold                     | CD   | COCA-14623 | COLUMBIA     |
| 3            | 1999年1月30日  | BUTTERFLY                         | CD   | COCP-50030 | TRIAD        |
| 4            | 2002年4月10日  | LOOKING FOR MY PARADISE           | CD   | MOCR-3001  | MIDGET HOUSE |
| 5            | 2004年3月17日  | ROCK & ROLL SiNGER                | CD   | MECR-2005  | meldac       |
| 6            | 2005年11月23日 | CHRONIC LAY ABOUT                 | CD   | TKCA-72928 | meldac       |
| BEST         | 2008年3月26日  | The Very Best of MORISHIGE,JUICHI | CD   | TKCA-73311 | meldac       |
| 7            | 2010年11月17日 | LOVE A SOUL                       | CD   | DDCZ-1715  | KILLER TUNE  |
| ミニアルバム | 2011年3月23日  | WIRE SOUL                         | CD   | DDCZ-1740  | KILLER TUNE  |
| 8            | 2011年11月9日  | SOUL TO SOUL                      | CD   | DDCZ-1783  | KILLER TUNE  |
| ミニアルバム | 2012年9月26日  | NAKED SUN                         | CD   | DDCZ-1833  | KILLER TUNE  |
| ミニアルバム | 2012年11月21日 | ELECTRIC MOON                     | CD   | DDCZ-1843  | KILLER TUNE  |
| 9            | 2013年11月6日  | ELEVEN ARK                        | CD   | DDCZ-1906  | KILLER TUNE  |
| 10           | 2014年11月5日  | obsession                         | CD   | DDCZ-1993  | KILLER TUNE  |
| BEST         | 2015年8月26日  | GOLDEN HITS                       | CD   | DDCZ-2041  | KILLER TUNE  |
| 11           | 2015年11月11日 | GRACE                             | CD   | DDCZ-2060  | KILLER TUNE  |
| ミニアルバム | 2021年4月15日  | 歌を紡ぐ事以外に                  | CD   | MJ-0001    | KILLER TUNE  |

### セルフカバー・アルバム
- KING'S ROAD （2009年11月11日、meldac、TKCA-73494）
ZIGGY結成25周年を記念して制作されたZIGGY楽曲セルフカバー・アルバム。
- ROCK&ROLL SWiNGER （2014年7月9日、KILLER TUNE、DDCZ-1947）
ZIGGY結成30周年を記念して制作されたZIGGY楽曲セルフカバー・アルバム。
- ROCK&ROLL SWiNGER Ⅱ （2017年3月22日）

### DVD
- SOLO DEBUT 10th ANNIVERSARY TOUR CHRONIC LAY ABOUT at SHIBUYA CLUB QUATTRO 2006.2.10 （2006年4月26日、meldac、TKBA-1090）
森重樹一ソロデビュー10周年記念ツアー、2006年2月10日渋谷CLUB QUATTROでのライブを収録。
- ALL THAT M.J 1995-2005 MORISHIGE, JUICHI 8 CLIPS （2008年4月23日、meldac、TKBA-1116）
森重樹一ソロPVを収録。
- 11.11.11 （2012年6月6日、KILLER TUNE、DDBZ-1062）
2011年11月11日東京キネマ倶楽部での森重樹一ソロライブを収録。
- 11STEPS （2013年4月3日、KILLER TUNE、DDBZ-1066）
2012年11月11日新宿風林会館ニュージャパンでの森重樹一ソロライブを収録。
- fxxk’n 50th BIRTHDAY NIGHT （2014年5月7日、KILLER TUNE、DDBZ-1070）
2013年8月28日SHIBUYA-AXでの森重樹一生誕50周年ソロライブを収録。

BOOT DVD
- ELECTRIC MOON TOUR （2012年10月、KILLER TUNE）
2012年ELECTRIC MOON TOURツアー
- 2012/7/11 神戸 VARIT. （2012年10月、KILLER TUNE）
2012年7月11日神戸アコースティックライブ
- FRIDAY THE MJ FINAL （2013年、KILLER TUNE）
2013年6月17日「FRIDAY THE MJ」FINAL公演
- 黄昏 M11 （2013年、KILLER TUNE）
- ACOUSTIC TOUR 2015 （KILLER TUNE）
- SOLO DEBUT 20TH ANNIVERSARY ALBUM RELEASE TOUR 2015　GRACE （2016年、会場発売、ROCKGUILD/PANICDISORDER/KILLER TUNE） 2枚組

### 参加作品
- かまいたち「はちゃめちゃ狂」 （1990/2/5）
- 白浜久「90's PARADOX」（1991/4/19）
- TATSU「ROCK LOVE」 （1993/3）
- 西城秀樹ROCKトリビュート「薔薇の鎖」（1997/7）
- the MARCY BAND「悪戯天使」 （2001/4/25）
- 清春「poetry」 （2004/4/7）
- MCU「NO DESTINATION」（2005/5/11）
- 中島卓偉
  - 「HELLO MY FRIENDS」 （2005/6/8）
  - 「アコギタクイ−共鳴新動−/今は何も言わずに」（2012/8/29）
- SION&森重樹一「場所」 （2006/6/28）
- トリビュート・アルバム「LUNA SEA MEMORIAL COVER ALBUM -Re:birth-」 （2007/12/19） - LUNA SEA「I for You」をカヴァー。
- パチンコメーカー高尾の『CR燃えよドラゴン』にゲストボーカルとして参加 （2013）
- コンピレーション・アルバム『Griffons Market』 （2014/11/5） - hide with Spread Beaverの「ピンク スパイダー」、「ever free」をカヴァー。
- プロレス団体DRAGON GATEテーマ曲「DRAGON STORM 2019」（2019/5/15） 作詞&ボーカルとして参加。

### 書籍
- 辿り着いた場所 森重樹一 回想録（2024年11月11日、リットーミュージック、ISBN 9784845641437）

## 交友関係
- 中島卓偉
- 清春
- 廣瀬洋一
- hide
- 千聖
- SION
- 松田樹利亜
- 吉川晃司
- ダイアモンド☆ユカイ
- 渡瀬マキ
- 宮田和弥
- ROLLY
- 武田真治
- 谷原章介
- 山本陽介